# Tour de Flandes 1947
El Tour de Flandes 1947, la 31.ª edición de esta clásica ciclista belga. Se disputó el 27 de abril de 1947.
El ganador fue el belga Emiel Faignaert, que se impuso al esprint en la llegada a Gante a sus dos compañeros de fuga, los también belgas Roger Desmet y Rik Renders, que acabaron segundo y tercero respectivamente. 

## Clasificación General
| Posición | Ciclista                  | Equipo             | Tiempo     |
| -------- | ------------------------- | ------------------ | ---------- |
| 1        | Emiel Faignaert           | Groene Leeuw       | 7h 05' 00" |
| 2        | Roger Desmet              | Alcyon-Dunlop      | m. t.      |
| 3        | Rik Renders               | Garin-Wolber       | m. t.      |
| 4        | Camille Beeckman          | Thompson           | + 12"      |
| 5        | Louis Thiétard            | Metropole-Dunlop   | + 2' 05"   |
| 6        | Raymond de Smedt          | Alcyon-Dunlop      | + 2' 20"   |
| 7        | Kleber Piot               | Metropole-Dunlop   | + 2' 30"   |
| 8        | Georges Claes             | Rochet-Dunlop      | + 2' 30"   |
| 9        | Odiel van den Meersschaut | Garin-Wolber       | + 2' 30"   |
| 10       | Marcel Rijckaert          | Mercier-Hutchinson | + 2' 30"   |